# Ayodhya
Ayodhya er en by i den indiske delstat Uttar Pradesh. Indbyggertalet er ca. 50.000.
Vedaerne omtaler allerede byen, som er fødselssted for guden Rama og fem af jainismens tirthankarer. I 1528, efter Mughalrigets oprettelse, blev Ram Janmabhoomi templet jævnt med jorden og Babri-moskeet bygget på samme plet. I 1992 blev moskeet selv jævn med jorden af hindu-militanter. Der er stadig politiske (og retslige) uroligheder over denne episode.
Ayodhya var en hovedstad i det indiske fyrstedømme Awadh i 18. århundrede. Fyrstedømmet blev annekteret af Britisk Indien i 1856.
Thailands gamle hovedstad Ayutthaya er benævnt efter Ayodhya.